# Бата (аэропорт)
Аэропорт Бата (ИАТА: BSG, ИКАО: FGBT) — международный аэропорт, обслуживающий город Бата в Литорале, Экваториальная Гвинея. Это второй по величине аэропорт Экваториальной Гвинеи после аэропорта Малабо.

## Описание
Аэропорт находится в 4 километрах к северу от города Бата и в 3,8 километрах к югу от Утонде. Он имеет 3310-метровую взлётно-посадочную полосу, которая работает только в дневное время и при хорошем освещении. Большую часть потока аэропорта Бата составляют частные авиакомпании, перевозя пассажиров из международного аэропорта Малабо, Аннобон и Монгомо. Аэропорт в основном принимает Boeing 737. Несмотря на это, благодаря длинной ВПП здесь могут взлетать и садиться большие самолёты, такие как Airbus A350 и Boeing 787. Так, в 2020 году Vietnam Airlines использовала Airbus A350-900, чтобы эвакуировать во Вьетнам застрявших в период пандемии COVID-19 в Экваториальной Гвинеи граждан страны.

## Пассажиропоток
Данные из запроса в Викиданные.